# Rolf Gentz
Rolf Gentz (* 14. Januar 1939 in Karlsruhe) ist ein deutscher Maler und Bildhauer. Er ist der Enkelsohn des Malers Hans Kohlschein.

## Leben
Seine frühe Kindheit verlebte er in Wormeln (Warburg).
Von 1960 bis 1964 studierte Gentz Malerei an der Staatlichen Akademie der Bildenden Künste Karlsruhe bei Klaus Arnold.
Rolf Gentz ist Mitglied im Deutschen Künstlerbund. Heute lebt und arbeitet er als Maler und Bildhauer in Karlsruhe, Bobenthal/Pfalz und Prats de Sournia in den Pyrenäen.

## Preise
- 1964 	1. Preis Studenten der Kunstakademie Karlsruhe
- 1980 	1. Preis offener Kunstwettbewerb für das Arbeitsamt Rastatt
- 1985 	1. Preis offener Kunstwettbewerb, Heinrich-Hübsch-Schule, Karlsruhe
- 1988 	1. Preis offener Kunstwettbewerb, Landratsamt Freiburg
- 1983 	Erich Heckel Preis des Freundeskreises, Künstlerbund Baden-Württemberg

## Arbeiten im öffentlichen Raum
- 1976 	6 Hängeobjekte in der Universität Konstanz
- 1977 	Hinterglasmalereien in der Universität Konstanz
- 1982 	Figurengarten am Arbeitsamt Rastatt
- 1984 	10 Holzschilde mit Metallintarsien, Polizeidirektion Waldshut-Tiengen
- 1985 	14 hängende Objekte, Heinrich-Hübsch-Schule, Karlsruhe
- 1989 	Große Metallsäule am Arbeitsamt Rastatt
- 1992 	Keramikwand, Metallfiguren, Düsseldorf, in Privatbesitz
- 1994 	Keramikwand, Keramikobjekte, Niederbachem, in Privatbesitz
- 1995 	Keramikwände, Bodengestaltung, Bobenthal, in Privatbesitz
- 2001 	Keramische Wandgestaltung, Elisabeth-Klinik, Dortmund
- 2003 	Keramische Wandgestaltung, Düsseldorf, Privatbesitz

## Einzelausstellungen
- 1965 	Nevers, Frankreich
- 1966 	Galerie Acht, Karlsruhe
- 1972 	Galerie Schneider, Karlsruhe
- 1982 	Galerie Denise René, Düsseldorf
- 1984 	Galerie im Blauen Haus, Karlsruhe
- 1988 	Galerie im Blauen Haus, Karlsruhe
- 1988 	Galerie der Stadthalle Kehl
- 1990 	Museum im Stern, Warburg
- 1991 	Galerie der Schweiz. Kreditanstalt, Berlin
- 1993 	Galerie Kunze, Düsseldorf
- 1994 	Galerie Akzente, Karlsruhe
- 1995 	Landgericht Karlsruhe
- 1997 	Städt. Galerie Fruchthalle, Rastatt
- 1998 	nova data, Ittersbach
- 1998 	Atelier Holtgreve, Warburg
- 1999 	Zehnthaus, Jockgrim
- 1999 	Kunst und Künstler auf der Krämerbrücke, Erfurt 99
- 2000 	Villa Streccius, Landau
- 2001 	Museum im Stern, Warburg
- 2003 	Galerie Contemporanea, Oberbillig/Trier
- 2011  Museum im Stern, Warburg